# Лили Ален
Лили Роуз Беатрис Купер (енгл. Lily Rose Beatrice Cooper, дев. Ален, енгл. Allen; Лондон, 2. мај 1985) енглеска је певачица.
Светску славу је постигла већ са својим првим албумом. Бавила се музиком све до 2010, од када је у стваралачкој паузи. Од 12. фебруара 2009. године има своју ТВ емисију на ББЦ-у звану Lily Allen and Friends.

## Биографија

### Детињство
Лили Ален рођена је у Хамерсмиту, у западном делу Лондона. Отац јој је познати глумац Кејт Ален, а мајка продуценткиња Алисон Овен. Лили има старију сестру Сари, и млађег брата Алфија, којем је посветила песму „Alfie“, као и млађу сестру Ребеку. Већину детињства је провела живећи у једној врсти социјалне куће, па је свеукупно похађала 13 јавних школа. Лили Ален, свог узора, познатог гитаристу британског састава Клеш, Џоа Страмера називала је кумом, што није тачно у дословном смислу речи, али је са њим била блиска, па ју је јако погодила његова смрт. Са 13 година се појавила у филму Елизабета, са Кејт Бланчет, а чији је продуцент била њена мајка. Школовање је прекинула са 15 година јер није желела да проведе трећину живота припремајући се за рад.

### Почетак каријере
Лили је упознала свог првог менаџера са 19 година. Неколико дискографских кућа ју је одбило због њених проблема ас алкохолом, као и зато што је кћерка Кејта Алена. Напокон је 2002. године потписала уговор са „London Records“, где је певала фолк песме, али јој је то убрзо досадило. Након краћег бављења хортикултуром, потписала је уговор са „Regal Records“, који су јој дали двадесет хиљада фунти да сними први албум.
Лили Ален је креирала страницу на Myspace, па је од новембра 2005. године поставља демо снимке својих песама. До фебруар 2009. године је имала 448.000 пријатеља. Била је пети најпопуларнији извођач 2008. године.

### Alright, Still
Њен дебитантски албум, „Alright, Still“, је албум са којег су скинута 4 сингла. Албум је продат у више од 2,5 милиона примерака, па је у Уједињеном Краљевству добио троструко платинасти статус. „Smile“, први сингл са албума је постао прави хит, па је у Британији постао њен први број један сингл. „LDN“, други сингл са албума, доспео је у топ 20 у Уједињеном Краљевству, а трећи сингл „Littlest Things“ је доспео на број 21 у УК. Четврти, уједно и последњи сингл је био дупли А-сингл „Shame For You„/"Alfie“.

### It's Not Me, It's You
Такође, са њеног другог албума, „It's Not Me, It's You“, су скинута 4 сингла. Први, „The Fear“ је постао велики хит, па и њен други број један у УК. „Not Fair“ је такође један велики хит, као њена најуспешнија песма у Ирској. Трећи сингл „Fuck You“, који је у неким деловима света други сингл, познат је по својим контроверзности (прва слова оригиналног назива „Gues Who Batman“ су прва три слова бившег америчког председника Џорџа В. Буша (енгл. George W. Bush), а песма му поручује „Fuck You“. Четврти сингл је песма „22“.

## Остало
„The Brilly-Allent Tour“ или „Lily Allen concert tour“ је турнеја одржана 2009. у склопу промовисања њеног другог албума „It's Not Me, It's You“. Турнеја је одржана у Европи, Северној Америци, као и Аустралији. Наступала је на многим фестивалима међу којима је и Егзит фестивал.
Аленова има своју телевизијску емисију на ББЦ-у, Lily Allen and Friends.
У мају 2007. дизајнирала је своју линију хаљина и ципела под именом „Lily Loves“.

## Дискографија
| Година | Албум | Додатне информације      |
| ------ | ----- | ------------------------ |
| 2006   |       | Први студијски албум.    |
| 2009   |       | Други студијски албум.   |
| 2014   |       | Трећи студијски албум.   |
| 2018   |       | Четврти студијски албум. |